# Тропп, Владимир Мануилович
Влади́мир Мануи́лович Тропп (род. 9 ноября 1939, Москва) — советский и российский пианист, профессор Московской консерватории, заведующий кафедрой специального фортепиано Академии им. Гнесиных, исследователь и популяризатор классической музыки и творчества ряда композиторов. Заслуженный деятель искусств РФ (1998).

## Биография
Родился 9 ноября 1939 года в Москве. Учился в Московской детской музыкальной школе-семилетке им. Гнесиных (класс Софьи Викторовны Девенишской) и Московской средней специальной музыкальной школе (шестилетке) им. Гнесиных — у Моисея Эммануиловича Фейгина.
В 1963 году с отличием окончил Московский музыкально-педагогический институт им. Гнесиных по классу фортепиано. Затем до 1967 года обучался в аспирантуре Гнесинки, воспитанник профессора Т. Д. Гутмана. Здесь же сразу по окончании обучения начал преподавательскую деятельность и в настоящее время является одним из ведущих профессоров Академии им. Гнесиных.
С 1997 года Владимир Тропп заведует кафедрой специального фортепиано; с 2002 года — профессор кафедры специального фортепиано в Московской консерватории им. П. И. Чайковского. Также дает мастер-классы за рубежом (Нидерланды, Италия, Япония, США, Финляндия, Англия, Ирландия, Южная Корея, Тайвань и др.), входил в жюри международных конкурсов.
Концертную деятельность Владимир Тропп начал, ещё будучи студентом, выступал с сольными программами. С 1970 года, после получения шестой премии Международного конкурса им. Дж. Энеску в Бухаресте, концертирует постоянно: с сольными выступлениями, в сопровождении оркестров и камерных коллективов. «Конёк» Владимира Троппа — исполнение музыки «поздних русских романтиков» — Александра Скрябина (в том числе 24 прелюдии), Сергея Рахманинова, Николая Метнера, Петра Ильича Чайковского. Из произведений зарубежных композиторов в программе пианиста: Шуман, Шопен, Брамс, Лист, Четвёртый концерт Бетховена.
Несмотря на то, что Владимир Тропп довольно редко обращается к малоизвестным произведениям, его исполнение широко известных вещей отличается своеобразием подхода, художественным вкусом и виртуозной техникой владения инструментом.

Идя на его концерт, знаешь, что станешь свидетелем глубоко личного прочтения музыкального произведения, наполненного в то же время живым, удивительным содержанием.
— М. Дроздова. Музыкальная жизнь, 1985
Владимир Мануилович Тропп также известен как музыковед, свои сольные выступления он часто сопровождает рассказами о творчестве композиторов, произведения которых должны прозвучать в программе. Вёл передачу «Тропою Рахманинова» на российском телевидении. Автор многочисленных радиопередач о выдающихся исполнителях XX века («Радио Орфей», «Радио России»), среди которых следует выделить большой цикл передач «Великие пианисты XX века» на радио «Орфей». Один из создателей фильмов о Рахманинове на телевидении Англии и России.

## Издания
Владимир Тропп выпустил более 10 дисков с исполнением музыки Шумана, Шопена, Брамса, Чайковского, Скрябина, Рахманинова, Метнера, миниатюр русских композиторов.

## Семья
- Супруга: Татьяна Абрамовна Зеликман — пианистка, педагог, Заслуженный работник культуры РФ, с 1966 года — ведущий педагог класса специального фортепиано в МССМШ им. Гнесиных, с 1997 — также преподает на кафедре специального фортепиано РАМ им. Гнесиных, и. о. профессора. Среди её учеников много пианистов, завоевавших широкое признание (К. Лифшиц, А. Кобрин, Д. Трифонов и др.).

- Сын: Владимир Владимирович Тропп — пианист, музыковед, педагог, кандидат искусствоведения. Директор Мемориального музея-квартиры Ел. Ф. Гнесиной.

## Награды
- Медаль ордена «За заслуги перед Отечеством» II степени 18 мая 2021 — за заслуги в развитии отечественной культуры и искусства, многолетнюю плодотворную деятельность[1].